# Bandy i Kazakstan

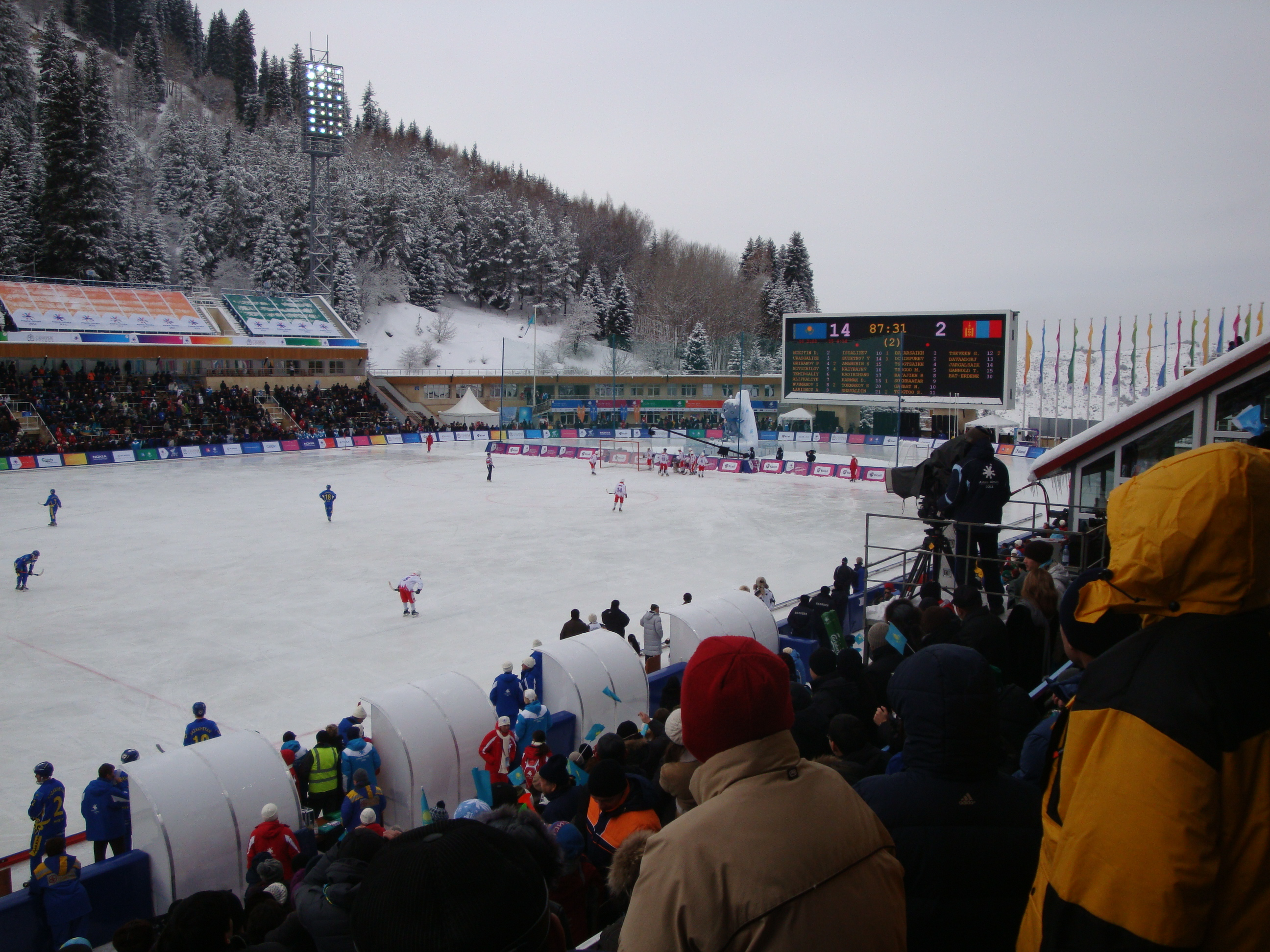
Bandymatch i Kazakstan, februari 2011.

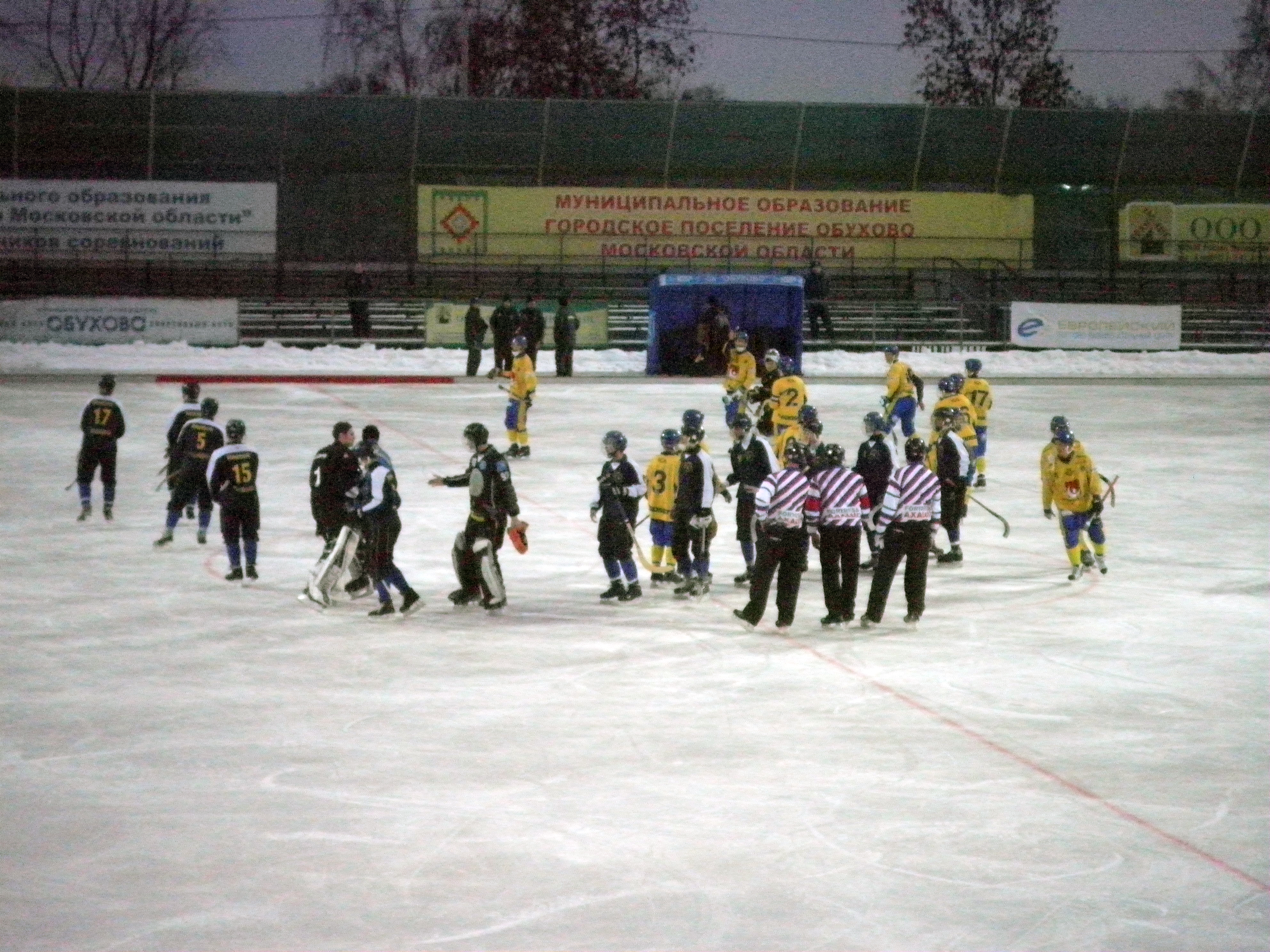
U23-landslaget efter en VM-match mot Sveriges motsvarighet

Bandy i Kazakstan var framgångsrikt redan då Dynamo Alma-Ata vann det dåvarande Sovjetunionens klubbmästerskap för herrar säsongerna 1976/1977 (och Europacupen säsongen efter) och 1989/1990.

## Historia
Kazakstan blev den 6 februari 1993 den nionde medlemmen i världsbandyförbundet "Federation of International Bandy". Kazakstans herrlandslag i bandy deltog i VM första gången 1995, och har som bästa VM-resultat blivit trea. 
Kazakstan har ett flertal bra bandyspelare i ryska ligan (senaste övergång: Maxim Utebalijev) och även i svenska Dessutom en, Iskander Nugmanov, i norska. Efter tre säsonger i Høvik IF, ska han från säsongen 2019-20 spela i IF Ready. Kazakstans landslag för herrar är ett av världens bästa, har tagit några brons i VM och har varit väldigt nära att nå finalen två gånger. De flesta spelarna har dock varit från Ryssland med dubbla pass. Inför VM 2019 ändrade det nationella förbundet policy, för att stödja den inhemska utvecklingen. Från att vid VM 2018 ha haft 13 spelare från Ryssland i laget, var det 2019 tre. Spelare på senare år som är födda i Kazakstan och var med redan innan policyförändringen inkluderar Leonid Bedarev, Iljas Chajrekisjev, Sergej Gortjakov, Pjotr Gribanov, Rauan Isalijev, Denis Maximjenko, Iskander Nugmanov, Sergej Potjkunov och Sergej Ulanov. För en komplett lista på spelare, med bandyskolans stad, som har representerat landet i VM mellan 1995 och 2016, se:
Vid Ungdoms-VM har yngre pojklandslaget fått en bronsmedalj, vilket skedde på hemmaplan i Oral 1998. Även P17-landslaget har nått prispallen en gång, 2018 i Uljanovsk, då man likaledes belade bronsplatsen.

## Modernare tid
Räknat i antal licensierade utövare är bandy den näst största vintersporten.
Akzjajyk från Oral (ryska: Uralsk) spelar som enda kazakiska lag i Ryssland, i division 1, den näst högsta divisionen.
I åtta av landets provinser finns bandy i någon form och vid Spartakiaden 2009 deltog lag även från Kyzylorda, Aqtöbe, Petropavl, Öskemen, Almaty, Nord-, Väst- och Östkazakstan.
2009 rapporterades att en bandyhall skulle byggas i huvudstaden Astana och att Dynamo skulle starta ett lag där. Ingendera saken har dock skett.
2011 arrangerade man Asiatiska vinterspelen där bandy var med på programmet för första gången.
Gornjak från Chromtau hade spelare med vid U19-VM i Uljanovsk 2010 och en, Sultan Kadirzjanov, i Asiatiska Vinterspelen 2011. Den klubben ska säsongen 2014-15 få delta i Sverdlovsk oblasts mästerskap för spelare födda 1997 och 1999. Vid U17-VM i Archangelsk 2016 var hela sex spelare från Gornjak med, nämligen Dmitrij Bodisj, Nikita Marusin, Andrej Siomin, Amir Kadirzjanov, Talgat Ramazanov och Azat Bekturgan. Chromtau har också arrangerat mästerskap på nationell nivå. 2016 gjorde man det igen, varvid hemmalaget segrade.
Förutom i Chromtau, spelas i Aqtöbe-provinsen bandy även i Kandyagasj och Sjalkar.
Redan till 1997 ville man arrangera VM, men ansågs av det internationella förbundets kongress inte vara mogen än.
Man arrangerade VM 2012. Till den turneringen byggdes en andra konstisbana i Almaty, efter klassiska Medeo. Dock revs den efteråt.
2018 färdigställdes landets andra konstisbana, i Oral.
I skridskolöpningshallen Alau har de kazakiska rinkbandymästerskapen spelats, i november 2012 för spelare födda 1995-96] och i april 2015 för spelare födda 2000-01.
Sporten är på uppgång i landet. Det finns numer en statlig tränare, en akademi i Almaty och en barn- och ungdomsskola i huvudstaden Astana. Ruslan Muchangalijev leder återupplivningen i Almaty. 2024 sa Muchangalijev att populariteten hade fortsatt att öka.
Vid Republikens Ungdomsvinterspel i Oral 2015, det andra i ordningen, deltog lag från stadsregionerna Astana och Almaty samt från provinserna Aqmola, Almaty, Aqtöbe, Östkazakstan, Qostanaj, Qaraghandy, Nordkazakstan och Västkazakstan. det vill säga alla tio av landets sjutton administrativa enheter som utövar bandy.
Vid U17-VM 2016 var inte bara Akzjajyk och Gornjak representerade. Även Volna från Petropavl och Astana från Astana hade varsin spelare med.
12-17 december 2016 spelades en turnering till minne av Kazbek Bajbolov på Stadion Karasaj i Petropavl.
I december 2017 spelas en turnering i Oral med deltagande från provinsen Almaty och sju städer, den egna, Petropavl, Öskemen, Köksjetau, Aqtöbe, Astana och Almaty.
Vid Vinteruniversiaden 2019 deltog Kazakstan i herrturneringen..
Man kommer att arrangera U21-VM 2020.